# Második világháborús emlékmű (Makó)

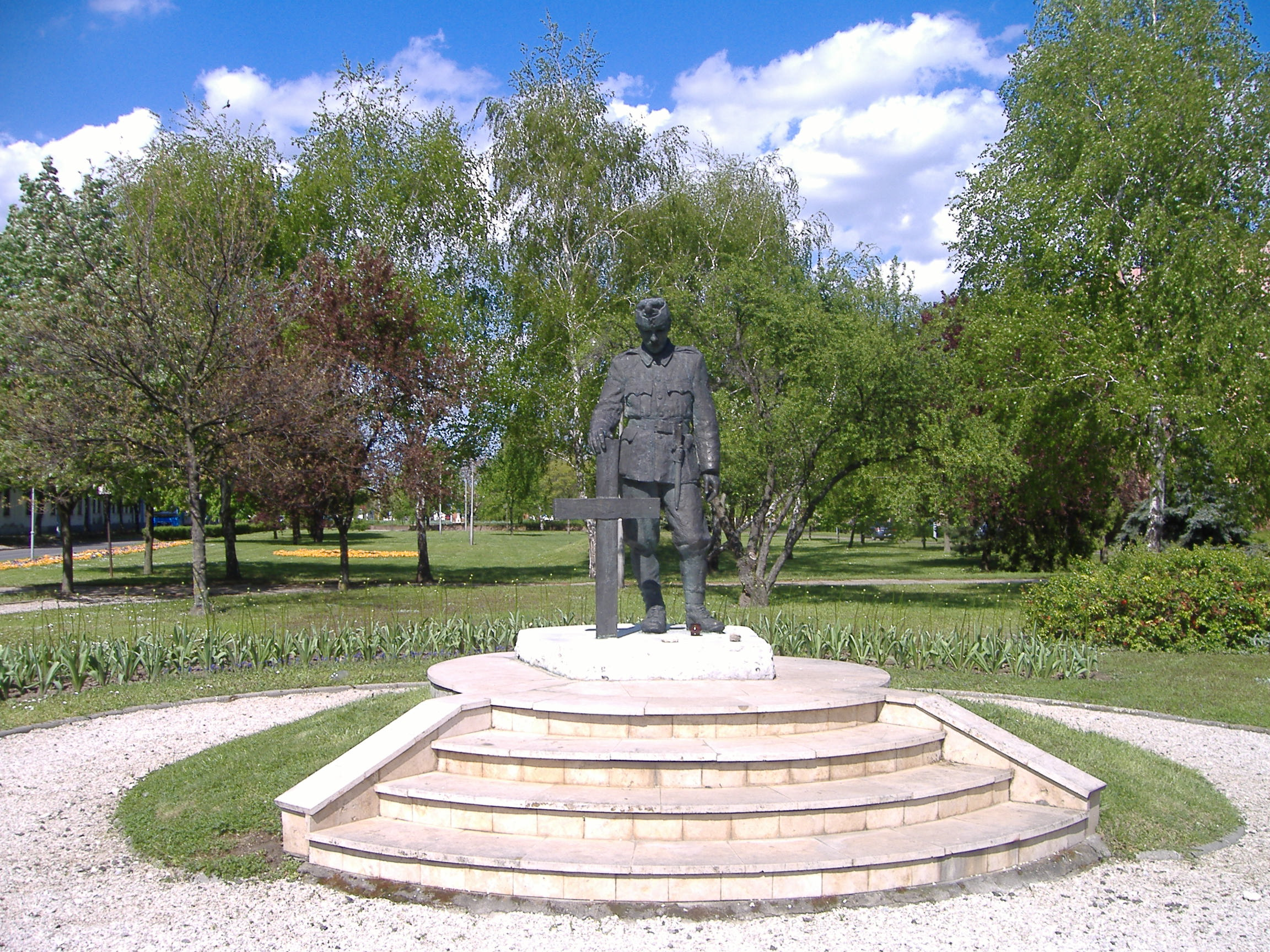
Az emlékmű főalakja

Makó városa a második világháborúban elesetteknek a Belvárosban, a Csanád vezér téri parkban emelt emlékművet.
1993. november 11-én avatták föl; az eseményen jelen volt Tőkés László, a Királyhágómelléki református egyházkerület püspöke és Végh Ferenc vezérőrnagy. Az emlékmű főalakja egy közkatona, aki miután megadta végtisztességet elhunyt bajtársának, a sírt jelölő összeácsolt keresztre támaszkodik. A szobor egy dombon áll, lépcsős mészkőtalapzaton. Alkotója Kiss Jenő Ferenc, makói szobrász.
A szobor előtt található íves falra vésték fel a hősi halottak és a harcok polgári áldozatainak névsorát. Az emlékmű ezen részét Papp Zoltán tervezte.